# El irlandés
El irlandés (en inglés, The Irishman) es una película épica de gánsteres estadounidense de 2019, producida y dirigida por Martin Scorsese y escrita por Steven Zaillian, basada en el libro biográfico I Heard You Paint Houses, de Charles Brandt. La película está protagonizada por Robert De Niro, Al Pacino y Joe Pesci, con Ray Romano, Bobby Cannavale, Anna Paquin, Stephen Graham, Stephanie Kurtzuba, Jesse Plemons y Harvey Keitel en papeles secundarios. La cinta narra la historia de Frank Sheeran (De Niro), un camionero que se vuelve asesino a sueldo para el mafioso Russell Bufalino (Pesci) y su familia criminal, incluyendo sus trabajos para el poderoso teamster Jimmy Hoffa (Pacino).
En septiembre de 2014, después de encontrarse en un «limbo de desarrollo» durante años, se confirmó El irlandés como el próximo proyecto de Scorsese tras Silencio (2016). Pacino y De Niro fueron confirmados ese mes, al igual que Pesci, que interrumpió su retiro de la actuación después de que se le insistiera en varias ocasiones para que aceptara el rol. El rodaje comenzó en septiembre de 2017 en la ciudad de Nueva York y Long Island, y finalizó en marzo de 2018. Algunas escenas se filmaron con una plataforma personalizada de tres cámaras para facilitar la aplicación de efectos digitales de rejuvenecimiento que hicieron que De Niro, Pacino y Pesci se vieran más jóvenes en las escenas de flashbacks. Con un presupuesto estimado de 225 millones de dólares, es uno de los filmes más costosos de la carrera de Scorsese y el de mayor duración.
La película se estrenó en el Festival de Cine de Nueva York el 27 de septiembre de 2019, posteriormente tuvo un estreno limitado en los cines el 1 de noviembre y se comenzó a transmitir a través de Netflix el 27 de noviembre del mismo año. El filme fue bien recibido por la crítica cinematográfica, que elogió los aspectos técnicos, la dirección, el guion y las actuaciones de Pacino y Pesci. Obtuvo numerosos reconocimientos; recibió diez candidaturas a los Premios Óscar, incluyendo mejor película, mejor director, mejor guion adaptado y mejor actor de reparto para Pacino y Pesci. Además obtuvo cinco candidaturas a los Premios Globo de Oro, incluyendo a mejor película dramática, y diez candidaturas a los Premios BAFTA, incluyendo mejor película. El National Board of Review la seleccionó como la mejor película de 2019.

## Argumento
En un hogar de ancianos en su silla de ruedas, Frank Sheeran, un veterano de guerra, narra su vida como asesino a sueldo para una organización de delincuencia organizada.
En los años 1950 en Filadelfia, el camionero Sheeran comienza a vender parte del contenido de su cargamento de carne congelada a Felix «Skinny Razor» DiTullio, un gánster local. Después de que la compañía que lo emplea lo acusa de robo de la carne que vende, el abogado del sindicato Bill Bufalino lo defiende en el juicio después de que Sheeran se niega a darle al juez los nombres de sus clientes. Bill le presenta a Sheeran a su primo Russell Bufalino, el jefe de la familia criminal de Northeastern Pennsylvania. Sheeran comienza realizar trabajos para Russell y miembros de los bajos fondos del sur de Filadelfia, incluyendo «pintar casas», un eufemismo para referirse a cometer asesinatos de enemigos. Poco después, a través de Russell, Sheeran conoce a Jimmy Hoffa, el líder de la Hermandad internacional de camioneros en Chicago, quien tiene lazos económicos con la familia criminal Bufalino y está teniendo dificultades para tratar el ascenso del también teamster Anthony «Tony Pro» Provenzano, como también la presión por parte del gobierno federal. Hoffa entra en confianza con Sheeran y su familia, en especial con su hija Peggy, y Sheeran se transforma en su principal guardaespaldas.
Después de la elección presidencial de John F. Kennedy en 1960, Russell está entusiasmado mientras que Hoffa furioso. El hermano de Kennedy, Robert F. Kennedy, quien fue nombrado fiscal general, forma un equipo con el objetivo de tratar de detener a Hoffa, que está muy molesto con los Kennedy, porque no liberan a Cuba del gobierno de Fidel Castro donde quiere hacer negocios con la mafia, más tarde es arrestado y procesado en 1964 por intento de influenciar indebidamente al jurado. Con Hoffa en prisión, su reemplazo a cargo de los teamsters, Frank Fitzsimmons, comienza a despilfarrar el dinero del grupo en fondos de pensión y préstamos sin interés a la mafia. La relación de Hoffa con Provenzano, arrestado por extorsión, se deteriora a un nivel irreparable. Finalmente Hoffa es liberado a través de un indulto presidencial de Richard Nixon en 1971, aunque se le prohíbe participar de cualquier actividad de los teamsters hasta 1980.
A pesar de las condiciones de su libertad, Hoffa desarrolla un plan para retomar el poder de los sindicatos de camiones. La creciente falta de respeto por parte de Hoffa hacia otros líderes teamsters y otros intereses de la mafia comienzan a preocupar a Russell. Durante una ceremonia en honor a Sheeran en octubre de 1973, Russell le pide a Sheeran que hable con Hoffa y le advierta que los líderes de las familias criminales no están conformes con su comportamiento. Hoffa le comenta a Sheeran que «sabe cosas» que Russell y otros jefes desconocen que sabe, y afirma que es intocable porque si algo le llegase a suceder, terminarían todos en prisión.
En 1975, de camino a la boda de la hija de Bill, Russell le dice a Sheeran que la situación con Hoffa ha llegado a un límite, y que se ha acordado su muerte. Russell le comunica a Sheeran que ha sido elegido como la persona para hacerlo, debido a que, de otro modo, este podría tratar de advertirle o salvarlo. Ambos conducen hasta el aeropuerto, donde Sheeran toma un vuelo a Detroit. Sheeran le dice a Hoffa que llegará a la ciudad en la mañana, pero llega después del mediodía. Hoffa, que había organizado una reunión en una cafetería con Provenzano y Anthony Giacalone, se sorprende al ver a Sheeran llegar en un automóvil junto a su desprevenido hijo adoptivo Chuckie O'Brien y Sal Briguglio, otro gánster.
Le avisan a Hoffa que la reunión será en una casa donde Provenzano y Russell están esperando por ellos; Sheeran le asegura a Hoffa que todo está bien y este entra al automóvil. Cuando entra a la casa, Hoffa descubre que no hay nadie y cree que le han tendido una trampa. Se da vuelta para abandonar la casa y en ese momento Sheeran le dispara dos veces a quemarropa, dejando el arma y el cuerpo en la entrada. Después de que Sheeran se va, dos gánsteres transportan el cuerpo de Hoffa a un crematorio para eliminar cualquier rastro.
Más tarde, Sheeran, Russell, Provenzano y otros son procesados por varios delitos, ninguno de ellos relacionado con la muerte de Hoffa, y, uno tras otro, terminan muriendo en prisión. Sheeran es liberado y puesto en un hogar para ancianos. Trata de hacer las paces con sus hijas, pero Peggy evita cualquier contacto con él. Sheeran comienza a ver a un sacerdote católico que trabaja en el hogar. El sacerdote le da la absolución en su habitación. En Navidad, mientras el sacerdote abandona la habitación, Sheeran le pide que deje la puerta entreabierta, imitando la costumbre de Hoffa.

## Reparto
- Robert De Niro como Frank Sheeran
- Al Pacino como Jimmy Hoffa
- Joe Pesci como Russell Bufalino
- Harvey Keitel como Angelo Bruno
- Ray Romano como Bill Bufalino
- Bobby Cannavale como Felix «Skinny Razor» DiTullio
- Anna Paquin como Peggy Sheeran
- Stephen Graham como Anthony «Tony Pro» Provenzano
- Stephanie Kurtzuba como Irene Sheeran
- Jack Huston como Robert F. Kennedy
- Kathrine Narducci como Carrie Bufalino
- Jesse Plemons como Chuckie O'Brien
- Domenick Lombardozzi como Anthony «Fat Tony» Salerno
- Paul Herman como «The Other» Whispers DiTullio
- Gary Basaraba como Frank «Fitz» Fitzsimmons
- Marin Ireland como Dolores Sheeran
- Welker White como Josephine «Jo» Hoffa
- Sebastian Maniscalco como Joseph «Crazy Joe» Gallo
- Steven Van Zandt como Jerry Vale
- Paul Ben-Victor como Jake Gottlieb
- Jeremy Luke como Thomas Andretta
- Aleksa Palladino como Mary Sheeran
- India Ennenga como la joven Dolores Sheeran
- J. C. MacKenzie como James F. Neal
- Louis Cancelmi como Salvatore «Sally Bugs» Briguglio
- Bo Dietl como Joseph Glimco
- Robert Funaro como Johnny
- Jim Norton como Don Rickles
- Larry Romano como Philip Testa
- Joseph Bono como Frank Sindone
- Jake Hoffman como Allen Dorfman
- Patrick Gallo como Anthony Giacalone
- Barry Primus como Ewing King
- Kevin O'Rourke como John McCullough
- Garry Pastore como Albert Anastasia
- Jennifer Mudge como Maryanne Sheeran
- Steve Witting como William E. Miller
- Stephen Mailer como F. Emmett Fitzpatrick
- John Rue como John L. McClellan
- Craig DiFrancia como Carmine Persico
- Craig Vincent como Ed Partin
- Louis Vanaria como David Ferrie
- Frank Messina como Johnny Parcesepe
- Gino Cafarelli como Frank Rizzo
- Al Linea como Sam Giancana
- Joseph Riccobene como Jimmy Fratianno
- Ken Wulf Clark como James P. Hoffa
- Tommy McInnis como Marvin Elkin
- Jeff Moore como Frank Church
- John Polce como Joseph Colombo
- Jeremy Luke como Marco Rossi

## Producción

### Desarrollo

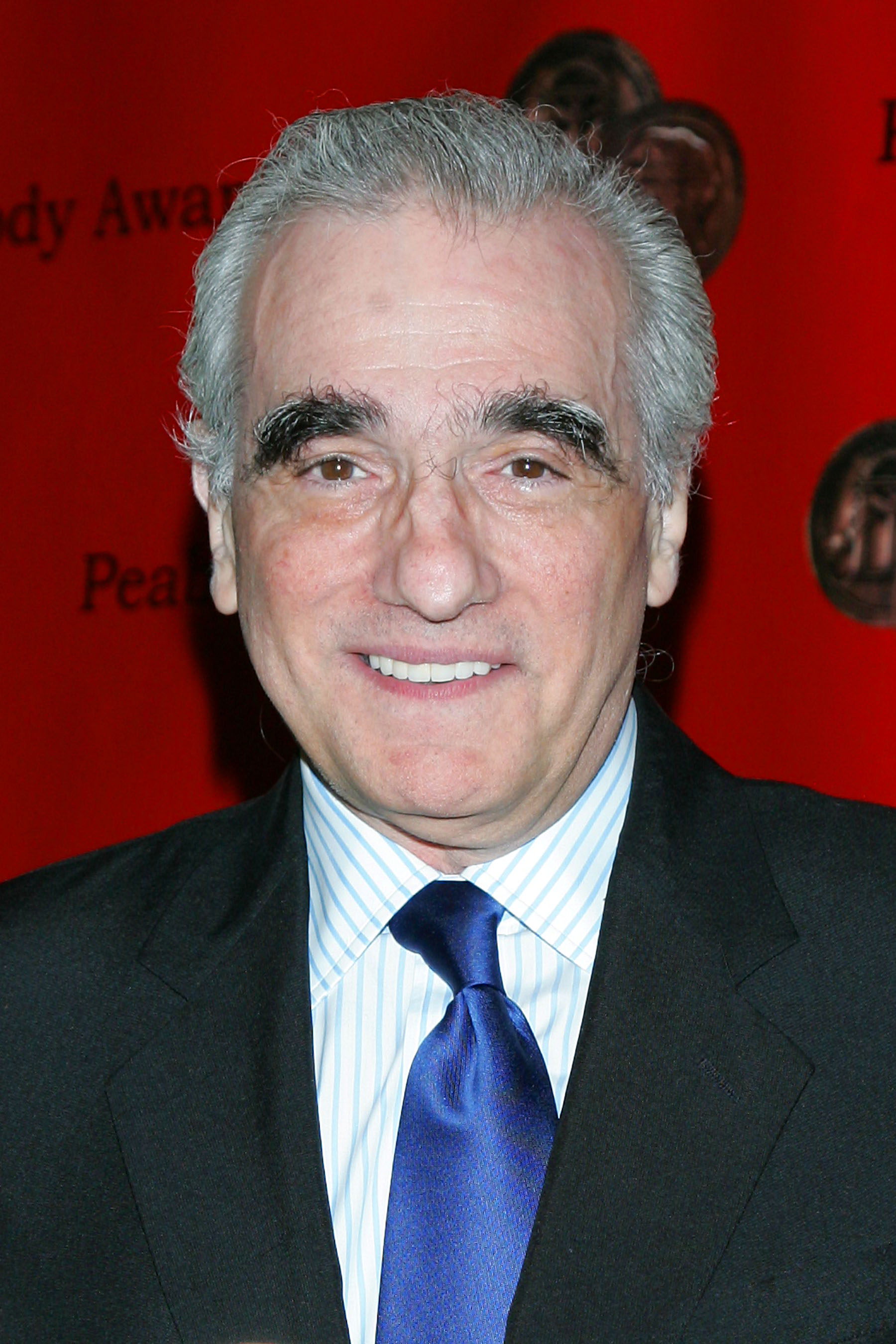
Martin Scorsese, director y productor del filme.

En una entrevista con The Guardian, Martin Scorsese mencionó que las primeras ideas sobre el proyecto surgieron en los años 1980: «Bob [De Niro] y yo habíamos intentado por muchos años idear un proyecto. Este empezó en realidad treinta y cinco años atrás con la idea de un remake de Cautivos del mal y la secuela Dos semanas en otra ciudad. De algún modo esos proyectos se agotaron». Más tarde, Scorsese se contactó con De Niro con la idea de un asesino a sueldo veterano, pero el proyecto no progresó. El proyecto se puso en marcha después de que Robert De Niro leyera una copia del libro de 2004 I Heard You Paint Houses escrito por Charles Brandt y le describiera el personaje principal a Scorsese. Posteriormente Scorsese se interesó en dirigir una adaptación del libro, que iba a estar protagonizada por De Niro, Joe Pesci y Al Pacino.
La fase de desarrollo del filme comenzó en el año 2007. Las reescrituras del guion hicieron que el proyecto perdiera prioridad en el calendario cinematográfico y Scorsese continuó trabajando en la dirección de otros tres filmes, Hugo (2011), El lobo de Wall Street (2013) y Silence, antes de volver a trabajar en El irlandés. En septiembre de 2014, después de años de encontrarse en un «limbo de desarrollo», Pacino confirmó que la película estaba en desarrollo y que iba a ser el próximo proyecto de Scorsese después de Silence. En octubre de 2015, De Niro declaró que el proyecto seguía en pie y que podría empezar a filmarse en 2016, y Scorsese confirmó que Steven Zaillian iba a escribir el guion. En julio de 2017, se dio a conocer que el guion del filme escrito por Steven Zaillian iba a presentar una serie de flashbacks protagonizados por un personaje mayor, Frank Sheeran, interpretado por Robert De Niro, narrando sus actividades criminales a lo largo de varias décadas. De Niro iba a interpretar a Sheeran en todas las décadas, llegando a interpretarlo «tan joven como un hombre de 24 años de edad y tan adulto como uno de 80». El productor Irwin Winkler describió el proyecto como «la reunión de gente que ha trabajado junta desde que éramos niños», mientras que Rosenthal dijo que «lo que te va a sorprender es que, tratándose de una película de Scorsese, es una película más lenta [...] son tipos observándose a sí mismos desde una perspectiva más madura».

### Escritura
En julio de 2009 Charles Brandt recibió una llamada de De Niro que resultó en una reunión de cuatro horas entre ellos dos junto a Scorsese y al guionista Steven Zaillian. Brandt dijo que «el material era nuevo para ellos» y Zaillian ya tenía un guion pronto, pero la inclusión de Brandt requirió una reescritura. Brandt entregó un guion escrito por él mismo; según el autor del libro «Zaillian es un gran escritor, no me malinterpreten [...] Yo quería podar el material». En los créditos iniciales, como una referencia al proceso de adaptación al cine, la película se titula I Heard You Paint Houses, el nombre de la novela en la que se basa, mientras que el título The Irishman solo aparece en los créditos finales.
La veracidad de las confesiones de Sheeran y el libro en el cual se basa el filme fueron puestos en discusión en el artículo «The Lies of the Irishman» de la revista Slate, escrito por Bill Tonelli, y por «Jimmy Hoffa and The Irishman: A True Crime Story?» del profesor de la Escuela de Derecho Harvard Jack Goldsmith, que se publicó en el New York Review of Books. Chip Fleischer, el editor de I Heard You Paint Houses, escribió una detallada respuesta al artículo de Tonelli, llamándolo «irresponsable al extremo, por no decir dañino». Con respecto al proceso de escritura del filme, De Niro afirmó: «No estamos diciendo que estamos contando la historia real [...] estamos contando nuestra historia».

### Casting
En julio de 2017, Pesci y Pacino se unieron oficialmente al reparto, y en posteriores negociaciones también lo hicieron Bobby Cannavale, Harvey Keitel y Ray Romano. Pesci rechazó alrededor de cincuenta veces la oferta de interpretar el papel, porque al principio no quería hacer «la cosa gánster otra vez», y al mismo tiempo Scorsese trató de convencerlo de que El irlandés iba a ser diferente. De Niro también jugó un papel importante convenciendo a Pesci para que aceptara el rol, diciéndole: «Tenemos que hacer esto. ¿Quién sabe si habrá algo después?». En septiembre los actores Jack Huston, Stephen Graham, Domenick Lombardozzi, Jeremy Luke, Joseph Russo, Kathrine Narducci y Danny Abeckaser se unieron al reparto, y en octubre lo hicieron Gary Basaraba, Anna Paquin, Welker White y Jesse Plemons. Más tarde, Craig Di Francia y Action Bronson se unieron al reparto. Posteriormente se dio a conocer que el comediante Sebastian Maniscalco y Paul Ben-Victor también eran parte del reparto. Siendo entrevistado en la televisión italiana, el actor Mickey Rourke declaró que Scorsese tenía la idea de reunirse con él con la posibilidad de incluirlo en la película, pero que los encargados del casting le comunicaron a su representante que De Niro se negó a trabajar con Rourke. Los productores de El irlandés negaron las declaraciones del actor.

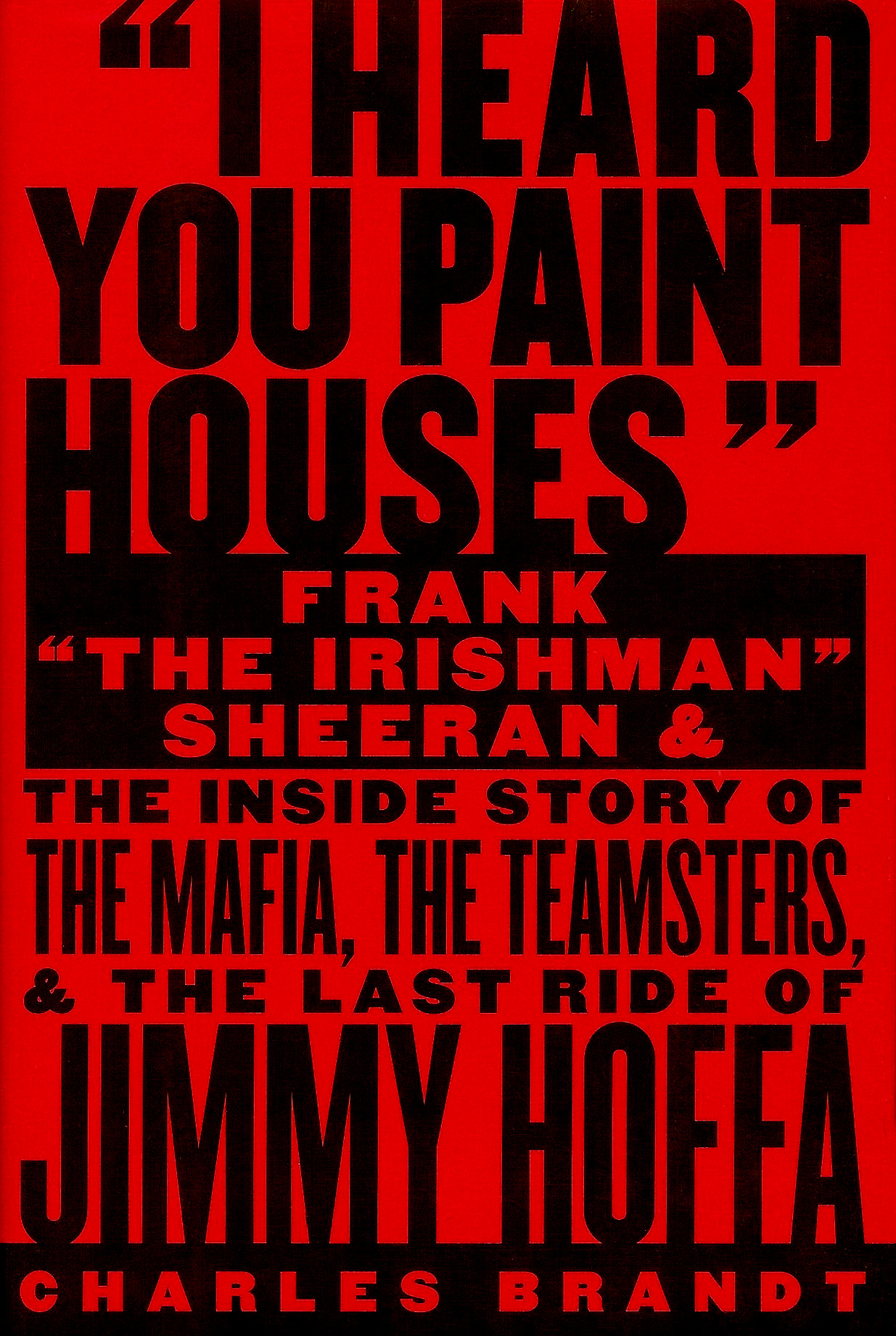
Portada de I Heard You Paint Houses de Charles Brandt.

Esta es la novena colaboración entre Scorsese y De Niro —la primera desde Casino (1995)—, la cuarta película protagonizada por Pacino y De Niro —después de The Godfather Part II, Heat y Righteous Kill— la séptima en incluir a De Niro y Pesci —después de Toro salvaje, Érase una vez en América, Goodfellas, A Bronx Tale, Casino y El buen pastor— y la primera vez que Pacino es dirigido por Scorsese. El director comentó sobre trabajar con Pacino: «Había querido trabajar con Al durante años. Francis Coppola me lo presentó en 1970. Luego él aparece en El padrino uno y dos, y está en la estratosfera. Para mí, fue siempre inalcanzable. Incluso intentamos hacer un filme en los años 1980 pero no pudimos conseguir el financiamiento. Pregunté: "¿Cómo es trabajar con él?" Bob [De Niro] contestó: "Oh, es genial. Lo verás"». Scorsese añadió que hay una meta-referencia en la interacción entre Pacino y De Niro en El irlandés: «Lo que ves en el filme es su relación como actores, como amigos, a través de los últimos cuarenta, cuarenta y cinco años. Hay algo mágico que sucede ahí».

### Filmación
El inicio de la filmación se fijó para agosto de 2017 en la ciudad de Nueva York y sus alrededores, y continuaría durante diciembre del mismo año. La fotografía principal comenzó a finales de agosto de 2017 en la Orchard Street de Manhattan y continuó durante septiembre en la ciudad de Nueva York y en las secciones de Mineola y Williston Park de Long Island. Se filmaron escenas adicionales en Hudson Valley, en Beaverdam Lake-Salisbury Mills y en Suffern, entre otras locaciones. El rodaje finalizó el 5 de marzo de 2018, después de 108 días. La cinta se filmó en alrededor de 117 locaciones diferentes, totalizando 319 escenas. Se contrató a un instructor de postura corporal para ayudar a De Niro, Pacino y Pesci a comportarse como hombres mucho más jóvenes. El irlandés se filmó principalmente en película de 35 mm con una Arricam ST y LT y con RED Helium para los segmentos filmadas en digital, utilizando además dos cámaras infrarrojas Alexa Mini como «cámaras testigo» para el proceso de rejuvenecimiento. Todas las escenas que requirieron efectos de rejuvenecimiento fueron filmadas en digital con una plataforma personalizada de tres cámaras. El rejuvenecimiento fue facilitado a través de maquillaje infrarrojo y marcadores de seguimiento del mismo color de piel de los actores. Estos marcadores pegados a la piel de los actores fueron iluminados con luz infrarroja, invisible para la principal cámara Helium, pero visible pera las dos cámaras testigo unidas a la plataforma. Las dos cámaras testigo auxiliares capturaron datos faciales basados en los marcadores infrarrojos y permitieron que parte del complejo proceso de rejuvenecimiento fuese automatizado.
Scorsese imaginó el filme con un aspecto «pasado de moda», el cual fue conseguido por el director de fotografía Rodrigo Prieto usando «una serie de lookup tables» para cada escena. El sitio ScreenRant describió el tratamiento de cada década histórica a lo largo de la película indicando: «Las escenas ambientadas en los años 1950 tienen un aspecto Kodachrome; las escenas de los años 1960 tienen un aspecto Ektachrome; las escenas de los años 1970 están cubiertas por una capa platinada; y cualquier escena ambientada en los '80 en adelante tienen un aspecto de "retención de plata" (bleach bypass) y son además más desaturdas que las otras escenas». El exhaustivo diseño de producción empleado en la realización del filme incluyó 108 días de rodaje, 117 locaciones, 319 escenas, 160 actores, en una trama que abarca cincuenta años». La productora Emma Tillinger Koskoff habló sobre su relación con Scorsese y su equipo, declarando: «También trabajé cerca del director de producción, asistente de dirección y director de fotografía con respecto al presupuesto y la agenda, y creamos un plan de producción que iba a llevar a cabo la visión de Marty... Exploramos un montón de locaciones. El tiempo de preparación antes de filmar fue de casi seis meses; a veces buscábamos nuevas locaciones al finalizar la jornada... debido al clima o por cualquier razón; fue bastante descabellado».
El diseño del vestuario estuvo a cargo de Sandy Powell. Diseñar para un filme que abarca medio siglo resultó una tarea tan descomunal que tuvo que emplear a su asistente, Christopher Peterson, como codiseñador. Hablando de Scorsese, Powell dijo: «Una de las cosas que dijo en una primera reunión fue que no íbamos a hacer el mismo estilo de gánster de Goodfellas o Casino [...] estos no tenían aspectos ostentosos y llamativos. Íbamos a hacer una versión discreta. Es decir, hay algunos estereotipos mafiosos obvios, pero la mitad de eso es la manera en que esas personas se comportan». Según Peterson, el filme tuvo un total de 250 personajes y 6500 extras, y Powell agregó que «necesitas mucha investigación, un montón de trabajo duro y tienes que ir al grano y hacerlo, [...] básicamente tienes que de algún modo dividir tu cerebro en esas cinco décadas diferentes y abordarlo como si fuesen tres o cuatro filmes en uno. Estás filmando más de una década en un día y es ahí cuando tienes que saber realmente lo que estás haciendo».
Sobre su trabajo como montajista, Thelma Schoonmaker comentó: «Marty quería mostrar la banalidad de la violencia... No es como los increíbles movimientos de cámara o el llamativo montaje de las películas anteriores. Las víctimas son asesinadas en un instante, a menudo en tomas anchas muy simples. Y su brillante idea de poner los subtítulos a la vista del público (describiendo cómo mueren varios personajes) fue una manera de mostrar que ser parte de la mafia no es una buena idea».

### Efectos visuales
Industrial Light & Magic y Pablo Helman se encargaron de los efectos visuales del filme. En agosto de 2015, Scorsese y De Niro hicieron una filmación de prueba recreando una escena de Goodfellas (1990) para ver si la tecnología de rejuvenecimiento funcionaba. Scorsese dijo que «el riesgo estaba ahí y eso era todo. Tratamos de hacer el filme. Después de esperar durante diez años [...] finalmente conseguimos la manera». Al momento del estreno del filme, Pacino tenía 79 años de edad y De Niro y Pesci tenían 76. Scorsese y De Niro tomaron la decisión de no utilizar marcadores de captura de movimiento facial. Helman dijo: «No va a usar un casco con pequeñas cámaras en él... Va a querer estar metido en la escena con Joe Pesci y Al Pacino en el set, sin marcadores. Así que si vas a capturar la actuación, ¿cómo vas a hacerlo?». Todas las escenas que requerían efectos visuales de rejuvenecimiento se filmaron digitalmente con una plataforma de tres cámaras. Helman y su equipo habían pasado dos años analizando películas antiguas para determinar cómo debían verse los actores a determinadas edades.
En marzo de 2018, hablando sobre el proceso de rejuvenecimiento, Pacino declaró a IndieWire: «Estaba interpretando a Jimmy Hoffa a la edad de 39, lo están haciendo en una computadora [...] pasamos por todas esas pruebas y esas cosas [...] alguien se me acercaba y me decía: "Tienes 39". Recuerdas algo de cuando tenías 39 y tu cuerpo trata de aclimatarse a eso y pensar de esa forma». La cantidad de efectos visuales usados en el filme con la función de rejuvenecer se hizo más evidente durante la temporada de premiaciones cuando se midió la cantidad de efectos en un artículo que afirmaba: «Una vez más la tecnología alcanzó el estándar de la necesidad cuando Industrial Light & Magic (ILM) desarrolló un innovador proceso digital de rejuvenecimiento sin impedimentos faciales [...] Los impresionantes resultados colocan a ILM en la lista inicial de esta semana para el Óscar a los mejores efectos visuales [...] Los costosos efectos de rejuvenecimiento, por lo tanto, se transformaron en la tecnología más importante, con 1750 tomas creadas para dos horas y media de metraje».

### Financiación y presupuesto
En mayo de 2016, se anunció que los derechos del filme iban a ser ofrecidos en el Festival de Cine de Cannes de 2016, mientras que la productora mexicana Fábrica de Cine había ofrecido cien millones de dólares para financiar la película y mediante ese acuerdo Paramount Pictures conservaría los derechos de la cinta en Estados Unidos. La productora IM Global también se encontraba negociando para conseguir los derechos de distribución para el resto del mundo. Finalmente, STX Entertainment compró los derechos de distribución internacionales por 50 millones de dólares, adelantándose a otros estudios como Universal Pictures, 20th Century Fox y Lionsgate, mientras que Fábrica de Cine confirmó el trato y Paramount se quedó con los derechos locales.
En febrero de 2017, se informó que Paramount Pictures había abandonado los derechos de distribución locales de El irlandés después de que la productora mexicana Fábrica de Cine anunció que no iba a financiar el filme debido a su alto costo. A continuación, la compañía Netflix compró los derechos por 105 millones de dólares y confirmó un acuerdo para financiar la película con un presupuesto de 125 millones, con intenciones de estrenarla en 2019. El 5 de marzo de 2018 se reveló que el presupuesto de la producción se había elevado de 125 millones de dólares a 140 millones, debido en gran parte a los efectos visuales requeridos para hacer aparecer a De Niro, Pesci y Pacino hasta treinta años más jóvenes en varios tramos del filme. Hacia agosto del mismo año, se informó que el costo había alcanzado los 175 millones de dólares, el más costoso en la carrera de Scorsese, y después de la posproducción algunas publicaciones estimaban un presupuesto de 200 millones.
En agosto de 2019 se reportó que el costo oficial del filme era de 159 millones de dólares. No obstante, posteriores estimaciones sobre el presupuesto continuaron variando, en ocasiones mencionándose que la inversión había sido de 250 millones de dólares. Contrario a anteriores estimaciones, en mayo de 2020, The Hollywood Reporter indicó que el presupuesto había sido de más de 225 millones de dólares.

### Banda sonora
El músico canadiense Robbie Robertson y el supervisor musical Randall Poster se encargaron de compilar el soundtrack. Este contiene tanto pistas previamente grabadas como música original. En una entrevista, Robertson declaró: «Este es probablemente el décimo filme en el que trabajé con Marty [Scorsese] y cada vez que lo hacemos, es una experiencia totalmente nueva [...] la banda sonora para El irlandés fue un trabajo insólito. Tratábamos de descubrir un sonido, un ánimo, un sentimiento, que pudiese funcionar a través de las diversas décadas en las que se ambienta la trama». Robertson también escribió la banda sonora de la película, aunque solo «Theme for the Irishman» se incluyó en el álbum de banda sonora. En diciembre de 2019 se anunció que Robertson no iba a ser un candidato elegible para el premio Óscar por su música original incluida en la película debido a la presencia también de varios sencillos populares en el soundtrack.
| The Irishman (Original Motion Picture Soundtrack) |                                                |                                                     |          |  |
| N.º                                               | Título                                         | Artistas                                            | Duración |  |
| 1.                                                | «In the Still of the Night»                    | The Five Satins                                     | 3:05     |  |
| 2.                                                | «Tuxedo Junction»                              | Glenn Miller and His Orchestra                      | 3:26     |  |
| 3.                                                | «I Hear You Knockin'»                          | Smiley Lewis                                        | 2:45     |  |
| 4.                                                | «The Fat Man»                                  | Fats Domino                                         | 2:36     |  |
| 5.                                                | «El Negro Zumbón» (de la película Anna (1951)) | Flo Sandon's                                        | 2:29     |  |
| 6.                                                | «Le Grisbi»                                    | Jean Wetzel                                         | 3:26     |  |
| 7.                                                | «Delicado»                                     | Percy Faith and His Orchestra                       | 2:53     |  |
| 8.                                                | «Have I Sinned»                                | Donnie Elbert                                       | 2:59     |  |
| 9.                                                | «Theme for the Irishman»                       | Robbie Robertson                                    | 4:36     |  |
| 10.                                               | «Song of the Barefoot Contessa»                | Hugo Winterhalter and His Orchestra                 | 2:39     |  |
| 11.                                               | «A White Sport Coat»                           | Marty Robbins (junto a Ray Conniff)                 | 2:31     |  |
| 12.                                               | «Canadian Sunset» (versión del sencillo)       | Eddie Heywood & Hugo Winterhalter and His Orchestra | 2:55     |  |
| 13.                                               | «Honky Tonk, Pt. 1»                            | Bill Doggett                                        | 3:05     |  |
| 14.                                               | «Melancholy Serenade»                          | Jackie Gleason                                      | 3:15     |  |
| 15.                                               | «Qué Rico el Mambo»                            | Pérez Prado                                         | 3:58     |  |
| 16.                                               | «Cry»                                          | Johnnie Ray & The Four Lads                         | 3:04     |  |
| 17.                                               | «Sleep Walk»                                   | Santo & Johnny                                      | 2:27     |  |
| 18.                                               | «The Time Is Now»                              | The Golddiggers                                     | 2:03     |  |
| 19.                                               | «Al di là»                                     | Jerry Vale & The Latin Casino All Stars             | 3:18     |  |
| 20.                                               | «Pretend You Don't See Her»                    | The Latin Casino All Stars                          | 2:42     |  |
| 60:13                                             |                                                |                                                     |          |  |

## Estreno
El irlandés tuvo su estreno mundial en el Festival de Cine de Nueva York el 27 de septiembre de 2019. Tuvo un estreno limitado en ocho cines de Nueva York y Los Ángeles entre el 1 y el 3 de noviembre de 2019. Se transmitió a través de Netflix a partir del 27 de noviembre del mismo año.
El primer estreno internacional tuvo lugar en el cierre del Festival de Cine de Londres el 13 de octubre de 2019. La directora del festival Tricia Tuttle dijo que era un «inmenso entusiasmo cinéfilo» finalizar el evento con una «epopeya impresionante de audaz escala y complejidad» de «uno de los verdaderos grandes del cine». El irlandés también fue proyectada en los festivales de cine de Hamptons, Lumière, San Diego, Roma, Tokio, Chicago Mar del Plata y El Cairo. Además, entre el 1 de noviembre hasta el 1 de diciembre de 2019, El irlandés es proyectada en el Belasco Theatre de la ciudad de Nueva York, transformándose así en el primer filme en ser proyectado en el Belasco Theatre en sus 112 años de historia.
El 28 de noviembre de 2019 se estrenó en Netflix un especial de veintitrés minutos titulado The Irishman: In Conversation, con Martin Scorsese, Robert De Niro, Al Pacino y Joe Pesci hablando sobre la película. Un podcast de tres partes llamado Behind The Irishman y conducido por Sebastian Maniscalco fue transmitido entre el 2 y el 16 de diciembre del mismo año.

### Estreno limitado

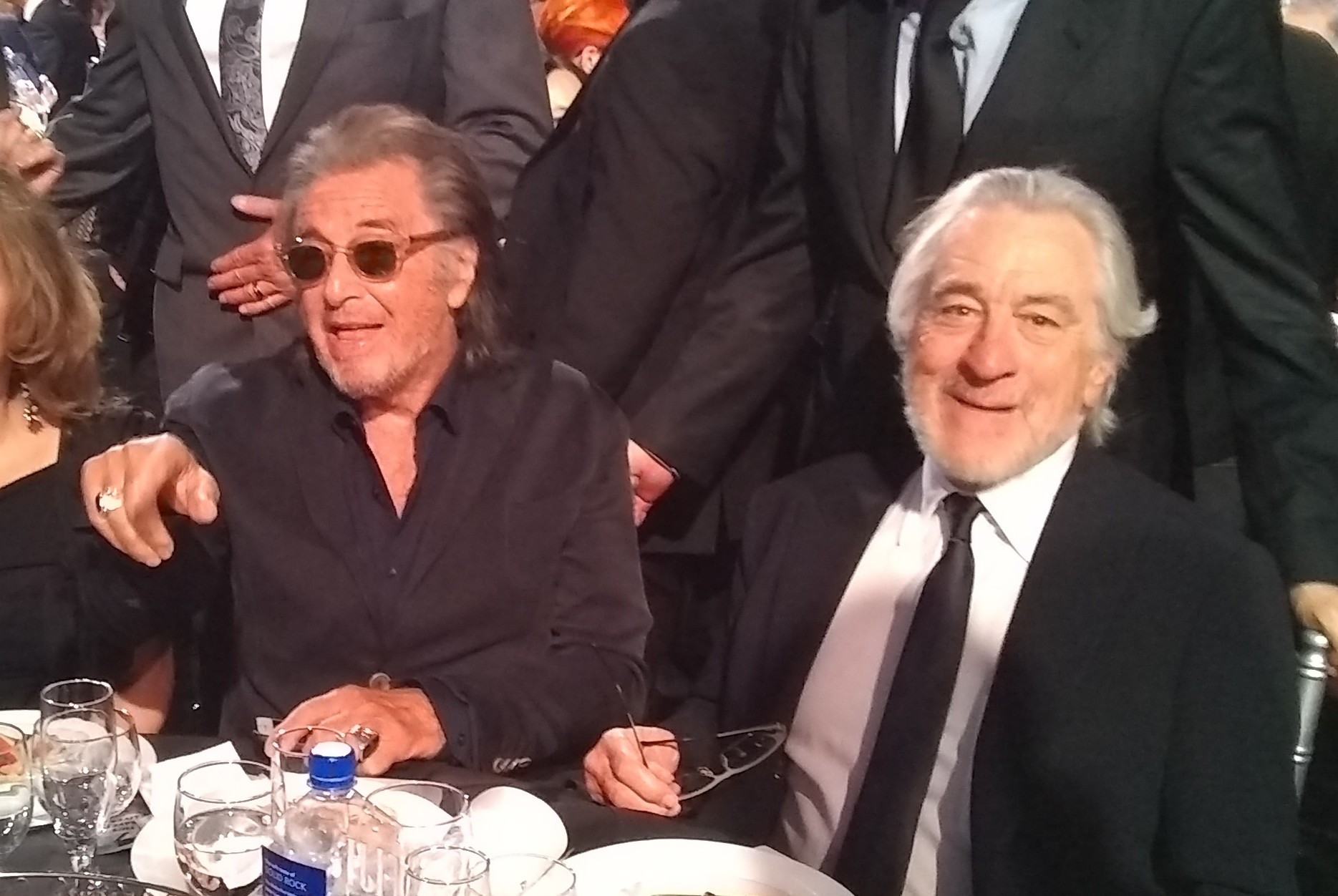
Al Pacino y Robert De Niro durante la entrega de los Premios de la Crítica Cinematográfica de 2019.

#### Proyección en Estados Unidos
El irlandés tuvo un estreno limitado en los cines de Estados Unidos el 1 de noviembre de 2019. Como parte de la continua tensión entre el mercado cinematográfico dirigido a estrenar películas en streaming y las distribuidoras de las cintas en las salas, varias cadenas de cine protestaron en contra de la política de Netflix por el lanzamiento de El irlandés. El filme no se proyectará en cines pertenecientes a AMC Theatres, Cinemark, Regal Cinemas y Cineplex, porque esas cuatro semanas de rotación en las salas antes de llegar a Netflix son inaceptables para esas cadenas. A principios de 2019 se informó que, a pedido de Scorsese, Netflix podría estrenarlo a nivel nacional. Los directivos de varias cadenas de cines, incluyendo AMC Theatres, declararon que estarían dispuestos a proyectar The Irishman si Netflix «respeta el tradicional estreno en los cines, que sugiere que las películas lleguen primero a los cines por un par de meses y luego lleguen a las casas». Las dos cadenas más importantes se ofrecieron a exhibir el filme si se les daba un periodo de proyección exclusivo de sesenta días, aproximadamente dos semanas menos que el periodo de proyección típico, pero no llegaron a un acuerdo con Netflix. El filme llegó a ser proyectado en quinientos cines, el mayor número que es posible alcanzar sin la intervención de ninguna cadena importante.

#### Proyección en el resto del mundo
En el Reino Unido, Altitude Film Distribution distribuyó el filme a través de las cadenas de cine Everyman Cinemas y Curzon Cinemas, donde le película se proyectó en alrededor de ochenta salas, mientras que otras cadenas de cine británicas, incluyendo Picturehouse, Vue y Odeon rechazaron el filme como manera de apoyar el periodo de noventa días de proyección estándar en gran parte de Europa. En Italia, El irlandés llegó a aproximadamente cien salas a través de la Cineteca di Bologna, la misma distribuidora que estrenó Roma en 2018 y causó protestas por parte de algunos distribuidores italianos, aunque no hubo protestas con respecto a El irlandés. El filme tuvo estrenos limitados en Alemania, España, Japón, Corea del Sur y Australia; no se proyectó en Francia debido a que había menos de treinta días entre el posible estreno en cines y su llegada a la televisión y otros medios. A pesar de esto, El irlandés se transformó en el mayor estreno en los cines de Netflix tanto en Estados Unidos como internacionalmente.
En Argentina se estrenó el 21 de noviembre, llegando a cincuenta y ocho salas en todo el país, solamente una en Buenos Aires, y ninguna de las grandes cadenas de cine proyectó la película. En Uruguay el filme se proyectó únicamente en la Cinemateca Uruguaya a partir del 21 de noviembre.

### Streaming
Según Nielsen Media Research, El irlandés fue vista por 17,1 millones de personas en su primera semana de transmisión streaming en Estados Unidos, incluyendo 3,9 en el día del lanzamiento. Mientras que el total fue menor a anteriores estrenos originales de Netflix como Bird Box —26 millones durante su primera semana en diciembre de 2018—, 751 mil usuarios vieron el filme el día de su lanzamiento (18 %), a la par de Bird Box y superando a El Camino: A Breaking Bad Movie (11 %). Nielsen también indicó que el mayor número de personas que vieron la película en su totalidad (930 mil) fue el 29 de noviembre, y que el público que la vio el día del estreno estaba compuesto en un 20 % de hombres entre 50 y 64 años de edad, el mismo rango de edad que tenía el 15 % de los usuarios en los primeros cinco días de streaming. Varios días más tarde, el jefe de contenidos de Netflix Ted Sarandos anunció que un total de 26,4 millones de cuentas en todo el mundo habían visto al menos el 70 % del filme, indicando que cerca del 16 % del total de los propietarios de cuentas de Netflix vieron la película durante la primera semana de su lanzamiento. Fue la cuarta película más vista en Netflix en 2019 y el quinto más popular lanzamiento de Netflix hasta entonces. En julio de 2020, Netflix reveló que el filme había sido visto en 64 millones de hogares durante sus primeras cuatro semanas de estreno, alcanzando a estar entre las películas más vistas producidas por la cadena.

### Marketing
El filme se anunció con un avance durante la ceremonia de entrega de los Premios Óscar el 24 de febrero de 2019. Posteriormente, Netflix lanzó un tráiler el 31 de julio de 2019, mientras que el tráiler oficial se transmitió en The Tonight Show Starring Jimmy Fallon el 25 de septiembre del mismo año. La última versión del tráiler se lanzó el 19 de noviembre de 2019. Para promover el estreno del filme en streaming, Netflix tomó cinco calles de la Pequeña Italia, en Manhattan, el 22 y 23 de noviembre y las ambientó con el estilo del 1 de agosto de 1975, el día después de que se informó que Jimmy Hoffa había desaparecido. El estudio invirtió aproximadamente 50 millones de dólares en promover el filme y otros 40 millones en la campaña para los premios Óscar.

### Formato doméstico
El 24 de noviembre de 2020 The Criterion Collection lanzó una edición del filme en DVD y Blu-ray.

## Recepción

### Taquilla
El irlandés se proyectó en tres cines en la ciudad de Nueva York y en cinco cines de Los Ángeles el 1 de noviembre de 2019; aunque Netflix no reveló públicamente los resultados del filme en la taquilla, IndieWire estimó que había recaudado alrededor de 350 mil dólares en su semana de estreno, un promedio de 43 750 dólares por sala. Deadline Hollywood notó que en numerosas funciones en varios cines, incluyendo el Grauman's Egyptian Theatre de Los Ángeles y el IFC Center de Nueva York, habían agotado sus entradas. El sitio web también sostuvo que si la película hubiese tenido un estreno nacional hubiese sido un fracaso de taquilla debido a sus 209 minutos de duración y su elevado presupuesto, argumentando que otro filme de gánsteres de larga duración estrenado el mismo fin de semana, Motherless Brooklyn, debutó con una recaudación de 3,5 millones de dólares. En cambio, CNBC escribió que Netflix estaba perdiendo millones de dólares al no distribuir masivamente la película y afirmó que podría haber recaudado por lo menos cien millones en la taquilla, citando la alta demanda de entradas durante el fin de semana de estreno y los 132 millones recaudados en 2006 por la anterior película de gánsteres de Scorsese, The Departed. De acuerdo con Chicago Tribune, el filme «potencialmente podría haber recaudado entre 80 y 115 millones» si se hubiese estrenado en todos los cines y Netflix hubiese perdido unos 280 millones debido a sus excesivos costos de producción y marketing en comparación a las posibles ganancias en la taquilla.
Llegando a veintidós cines en su segunda semana de estreno, IndieWire estimó que el filme había recaudado 440 mil dólares, y que en total había alcanzado los 940 mil dólares en diez días en los cines. Posteriormente estimó que en la tercera semana de estreno había recaudado 1,25 millones en 175 cines y en la cuarta semana 1,2 millones en doscientos cines. A pesar de estrenarse en Netflix el 27 de noviembre, el filme pasó a ser proyectado en quinientos cines en su quinta semana, aunque las principales cadenas de cine continuaron negándose a proyectarla independientemente a los elogios y el interés del público, y recaudó alrededor de un millón de dólares. En su sexta semana recaudó alrededor de 450 mil dólares en 320 cines —transformándose en el lanzamiento de Netflix más exitoso en los cines hasta la fecha, con una recaudación total de 6,7 millones— y en su séptima semana recaudó 100 mil dólares en setenta cines. En su octavo y noveno fin de semana, el filme tuvo escasas proyecciones en los cines. El irlandés recaudó alrededor de siete millones en Norteamérica y 961 224 en otros territorios, alcanzando un total de ocho millones de dólares.

### Crítica
En el agregador de revisiones Rotten Tomatoes, el filme consiguió un 95 % de aprobación basado en 467 reseñas, con una calificación promedio de 8,8 sobre 10. El consenso crítico del sitio dice: «Un drama de gánsteres épico que se gana su larga duración, El irlandés encuentra a Martin Scorsese volviendo a temáticas conocidas con un efecto emotivo, gracioso y profundo». Metacritic le asignó un puntaje de 94 sobre 100 basado en 55 críticas, indicando «aclamación universal».
Escribiendo para la revista Time, Stephanie Zacharek le dio a El irlandés una calificación perfecta, escribiendo que el filme es «ingenioso y entretenido, al punto de que se podría llegar a pensar que ya ha alcanzado un límite» y que «su última media hora es profundamente conmovedora de un modo tal que te sorprende, y es entonces que notas hacia donde estaba yendo Scorsese desde el inicio». De igual modo, Owen Gleiberman, de Variety, —quien también le dio el puntaje máximo— la llamó «fríamente fascinante» y un «majestuoso filme de gánsteres con hielo en sus venas», apreciando en particular la actuación de Pacino como «la más extraordinaria de la película». Matt Zoller Seitz, de RogerEbert.com, le dio un puntaje de tres estrellas y media sobre cuatro, definiendo a Scorsese como «uno de los más grandes directores de comedia, aunque en gran parte todavía no reconocido» y elogiando el montaje de Thelma Schoonmaker.
Benjamin Lee, de The Guardian, afirmó que: «El irlandés está realizada exquisitamente, cada detalle considerado cuidadosamente, cada locación perfectamente seleccionada y, con un presupuesto de tal magnitud, se siente sumamente fascinante, un filme para ser disfrutado en una gran y nítida pantalla en lugar de ser mirado a medias en un smartphone». Johnny Oleksinski, del New York Post, escribió que el filme tiene «un tono diferente que la película de gánsteres promedio» y que «Scorsese está en la cima de sus habilidades [...] su película nunca es aburrida y explora algunos temas profundos inesperados para los mafiosos». Eric Kohn, de IndieWire, indicó que «El irlandés es la mejor película de gánsteres de Martin Scorsese desde Goodfellas y una ilustración pura y desenfrenada de lo que ha hecho su estilo como realizador tan distintivo por casi cincuenta años», reservando elogios particulares para el guion de Steven Zaillian, escribiendo que «Zaillian no había entregado un guion tan pulido desde Moneyball». David Edelstein escribió en Vulture que «Pesci interpreta a Bufalino con una atención y concentración casi sobrenatural, siempre hipersensible a los ritmos de las otras personas. Le agradezco a los dioses de la actuación que haya interrumpido su retiro para hacer esto». También elogió a De Niro y Pacino, afirmando que El irlandés es unos de los «filmes más satisfactorios en décadas» de Scorsese. Escribiendo para National Review, Kyle Smith observó sobre los protagonistas: «Pacino simplemente saca a Robert de Niro de la pantalla», explicando que «en sus escenas con Pacino, De Niro se reduce a ‘el tipo que está parado allí’, mientras Pacino doblega al público a su voluntad».
La revista Film Comment valoró de manera tibia el trabajo de imagen generada por computadora para rejuvenecer a los actores, escribiendo que «la complexión física de De Niro como un joven camionero recuerda más a una postal teñida más que a una persona de veintitantos, y no puedo justificar al mismo De Niro rejuvenecido dándole una paliza a un almacenero, viéndose más como la estrella septuagenaria que es que como un un padre treintañero ferozmente protector». Otros medios también calificaron negativamente el resultado del rejuvenecimiento de los actores. Aunque escribió una reseña positiva, David Rooney de The Hollywood Reporter criticó la duración de la película, comentando que «la excesiva duración es al final una debilidad» y que «el material podría haber sido más atrayente si se le hubiese restado una hora o más para alcanzar la duración estándar». Kyle Smith, de National Review, la criticó más duramente, indicando que «aunque es buena, no es una gran película» y añadió que «podría ser fácilmente recortada treinta minutos o más ajustando la mitad del filme». Por el contrario, Richard Brody, de The New Yorker, señaló: «Dura casi tres horas y media y no quisiera que dure menos», y Karen Han, de Polygon, dijo que «Scorsese es tan experto al narrar, y su reparto es tan increíble, que el filme apenas siente su duración».

#### Listas de las mejores películas
La película se incluyó en las siguientes listas de las mejores del año 2019 realizadas por medios de prensa:
- 1.º - Ben Kenigsberg, RogerEbert.com
- 1.º - Glenn Kenny, RogerEbert.com
- 1.º - Peter Travers, Rolling Stone
- 1.º - Chuck Bowen, Slant Magazine
- 1.º - Niles Schwartz, Slant Magazine
- 1.º - Uncut
- 1.º - K. Austin Collins, Vanity Fair
- 1.º - Roxana Hadadi, The A.V. Club
- 1.º - James Verniere, Boston Herald
- 1.º - Richard Roeper, Chicago Sun-Times
- 1.º - Jeff Ames, ComingSoon.net
- 1.º - John Beifuss, The Commercial Appeal
- 1.º - Robbie Collin y Tim Robey, The Daily Telegraph
- 1.º - Jason Bailey, Flavorwire
- 1.º - Mick LaSalle, San Francisco Chronicle
- 1.º - Jordan Ruimy, World of Reel
- 1.º - Chris Evangelista, /Film
- 2.º - Baltimore
- 2.º - Film Comment
- 2.º - Sheri Linden, The Hollywood Reporter
- 2.º - Angie Han, Mashable
- 2.º - Eric Kohn, IndieWire
- 2.º - Manohla Dargis, The New York Times
- 2.º - Christy Lemire, RogerEbert.com
- 2.º - Sheila O'Malley, RogerEbert.com
- 2.º - Justine Smith, RogerEbert.com
- 2.º - Peter Sobczynski, RogerEbert.com
- 2.º - Brian Tallerico, RogerEbert.com
- 2.º - Carson Lund, Slant Magazine
- 2.º - Stephanie Zacharek, Time
- 2.º - David Edelstein, Vulture
- 2.º - Jake Coyle, Associated Press
- 2.º - A.A. Dowd, The A.V. Club
- 2.º - Ignatiy Vishnevetsky, The A.V. Club
- 2.º - Eli Glasner, CBC News
- 2.º - David Morgan, CBS News
- 2.º - Complex
- 2.º - The Guardian
- 2.º - Robert Horton, The Herald
- 2.º - Chris Bumbray, JoBlo.com
- 2.º - L. Kent Wolgamott, Lincoln Journal Star
- 2.º - Laura DeMarco, The Plain Dealer
- 2.º - Paste
- 2.º - Nicholas Laskin, The Playlist
- 2.º - Sean P. Means, The Salt Lake Tribune
- 2.º - Fionnuala Halligan, Screen Daily
- 2.º - Jonathan Romney, Screen Daily
- 2.º - The Sydney Morning Herald
- 2.º - Mike Scott, The Times-Picayune/The New Orleans Advocate
- 2.º - Jack Shepherd, Total Film
- 2.º - Michael Smith, Tulsa World
- 2.º - Michael Glover Smith, White City Cinema
- 2.º - Lina Lecaro, LA Weekly
- 2.º - Radheyan Simonpillai, Now
- 2.º - James Berardinelli, Reelviews
- 2.º - Scott Renshaw, Salt Lake City Weekly
- 2.º - Jeffrey M. Anderson, San Francisco Examiner
- 2.º - Anita Katz, San Francisco Examiner
- 3.º - Barry Hertz, The Globe and Mail
- 3.º - Sean Fennessey y Adam Nayman, The Ringer
- 3.º - Owen Gleiberman, Variety
- 3.º - Max O'Connell, RogerEbert.com
- 3.º - Jake Cole, Slant Magazine
- 3.º - Jesse Hassenger, The A.V. Club
- 3.º - Vikram Murthi, The A.V. Club
- 3.º - Jason Guerrasio, Business Insider
- 3.º - Nick Schager, Esquire
- 3.º - Dan Hudak, Florida Weekly
- 3.º - Goomba Stomp
- 3.º - Johnny Oleksinski, New York Post
- 3.º - John Petkovic, The Plain Dealer
- 3.º - Allan Hunter, Screen Daily
- 3.º - Alonso Duralde, The Wrap

También se incluyó en algunas listas de las mejores películas de la década:
- 5.º - Chris Evangelista, /Film
- 6.º - Sean P. Means, The Salt Lake Tribune
- Mejores 15 - Glenn Kenny
- Mejores 20 - Eric D. Snider, Mental Floss

### Respuesta de la industria
El irlandés recibió elogios por parte de algunos cineastas contemporáneos. Guillermo del Toro escribió una reseña en su cuenta de Twitter en la que comparó la película con Barry Lyndon de Stanley Kubrick y destacó las actuaciones de De Niro, Pacino y, especialmente, la de Pesci, llamándolo «supremamente minimalista» y «magistral», y añadió que El irlandés es una «obra maestra» y «el perfecto corolario Goodfellas y Casino». Edgar Wright escribió: «El irlandés parece una respuesta a los imitadores de Goodfellas que disfrutan solo en las partes acerca del 'glamour' del negocio. Este filme deja en claro fríamente que este modo de vida conduce solo hacia la muerte, por dentro y por fuera».
Leonardo DiCaprio, un frecuente colaborador de Scorsese, habló sobre la película en el Festival Internacional de Santa Bárbara, comentando que «se desarrolla como una elegía. Es una película acerca de observar lo que has dejado atrás y prepararte para luchar contra eso, pero para mí, lo que es más sorprendente sobre este filme es que Marty [Scorsese] trasciende su propio estilo y crea un filme que se transforma metódicamente en una exploración de nuestra propia mortalidad compartida universalmente. El filme es absolutamente extraordinario».
Varios cineastas mencionaron a El irlandés entre sus películas favoritas de 2019, incluyendo a Ana Lily Amirpour, Olivier Assayas, Bong Joon-ho, Guillermo del Toro, Luca Guadagnino, Ciro Guerra, Bill Hader, Don Hertzfeldt, Alejandro Landes, Alex Ross Perry, Paul Schrader, Adam Wingard y Quentin Tarantino.

## Premios y nominaciones

### Premios principales
| Premios                          | Categoría                      | Receptor                                                                      | Resultado |
| -------------------------------- | ------------------------------ | ----------------------------------------------------------------------------- | --------- |
| Premios Óscar                    | Mejor película                 | Martin Scorsese, Robert De Niro, Jane Rosenthal y Emma Tillinger Koskoff      | Nominados |
| Premios Óscar                    | Mejor director                 | Martin Scorsese                                                               | Nominado  |
| Premios Óscar                    | Mejor actor de reparto         | Joe Pesci                                                                     | Nominado  |
| Premios Óscar                    | Mejor actor de reparto         | Al Pacino                                                                     | Nominado  |
| Premios Óscar                    | Mejor diseño de vestuario      | Sandy Powell y Christopher Peterson                                           | Nominados |
| Premios Óscar                    | Mejor fotografía               | Rodrigo Prieto                                                                | Nominado  |
| Premios Óscar                    | Mejor guion adaptado           | Steven Zaillian                                                               | Nominado  |
| Premios Óscar                    | Mejores efectos visuales       | Pablo Helman, Leandro Estebecorena, Nelson Sepulveda-Fausser y Stephan Grabli | Nominados |
| Premios Óscar                    | Mejor edición                  | Thelma Schoonmaker                                                            | Nominada  |
| Premios Óscar                    | Mejor diseño de producción     | Bob Shaw y Regina Graves                                                      | Nominados |
| Globos de Oro                    | Mejor película - Drama         | Mejor película - Drama                                                        | Nominado  |
| Globos de Oro                    | Mejor actor de reparto         | Joe Pesci                                                                     | Nominado  |
| Globos de Oro                    | Mejor actor de reparto         | Al Pacino                                                                     | Nominado  |
| Globos de Oro                    | Mejor director                 | Martin Scorsese                                                               | Nominado  |
| Globos de Oro                    | Mejor guion                    | Steven Zaillian                                                               | Nominado  |
| Premios del Sindicato de Actores | Mejor reparto                  | Mejor reparto                                                                 | Nominada  |
| Premios del Sindicato de Actores | Mejor actor de reparto         | Al Pacino                                                                     | Nominado  |
| Premios del Sindicato de Actores | Mejor actor de reparto         | Joe Pesci                                                                     | Nominado  |
| Premios del Sindicato de Actores | Mejor reparto de especialistas | Mejor reparto de especialistas                                                | Nominada  |
| BAFTA                            | Mejor película                 | Mejor película                                                                | Nominada  |
| BAFTA                            | Mejor director                 | Martin Scorsese                                                               | Nominado  |
| BAFTA                            | Mejor guion adaptado           | Steven Zaillian                                                               | Nominado  |
| BAFTA                            | Mejor actor de reparto         | Al Pacino                                                                     | Nominado  |
| BAFTA                            | Mejor actor de reparto         | Joe Pesci                                                                     | Nominado  |
| BAFTA                            | Mejor cinematografía           | Rodrigo Prieto                                                                | Nominado  |
| BAFTA                            | Mejor edición                  | Thelma Schoonmaker                                                            | Nominada  |
| BAFTA                            | Mejor diseño de producción     | Bob Shaw, Regina Graves                                                       | Nominados |
| BAFTA                            | Mejor diseño de vestuario      | Cristopher Peterson, Sandy Powell                                             | Nominados |
| BAFTA                            | Mejores efectos visuales       | Leandro Estebecorena, Stephane Grabli, Pablo Helman                           | Nominados |

### Otros reconocimientos
| Organizaciones                                    | Organizaciones                                         | Organizaciones                                                                            | Organizaciones |
| Premios                                           | Categoría                                              | Receptor                                                                                  | Resultado      |
| ------------------------------------------------- | ------------------------------------------------------ | ----------------------------------------------------------------------------------------- | -------------- |
| Premios Satellite                                 | Mejor guion adaptado                                   | Steven Zaillian                                                                           | Nominado       |
| Premios Satellite                                 | Mejor banda sonora original                            | Robbie Robertson                                                                          | Nominado       |
| Premios Satellite                                 | Mejor fotografía                                       | Rodrigo Prieto                                                                            | Nominado       |
| Premios Satellite                                 | Mejores efectos visuales                               | Pablo Helman                                                                              | Nominado       |
| Premios Satellite                                 | Mejor edición                                          | Thelma Schoonmaker                                                                        | Nominada       |
| ASC Outstanding Achievements Awards               | Logro sobresaliente, estreno teatral                   | Rodrigo Prieto                                                                            | Nominado       |
| AFI Awards                                        | Top 10 Películas del año                               | Top 10 Películas del año                                                                  | Ganadora       |
| AARP Movies for Grownups Awards                   | Mejor película para mayores                            | Mejor película para mayores                                                               | Ganadora       |
| AARP Movies for Grownups Awards                   | Elección de los lectores                               | Elección de los lectores                                                                  | Nominado       |
| AARP Movies for Grownups Awards                   | Mejor actor                                            | Robert De Niro                                                                            | Nominado       |
| AARP Movies for Grownups Awards                   | Mejor actor de reparto                                 | Al Pacino                                                                                 | Nominado       |
| AARP Movies for Grownups Awards                   | Mejor guionista                                        | Steven Zaillian                                                                           | Nominado       |
| AARP Movies for Grownups Awards                   | Mejor director                                         | Martin Scorsese                                                                           | Ganador        |
| National Board of Review                          | Mejor película                                         | Mejor película                                                                            | Ganadora       |
| National Board of Review                          | Mejor guion adaptado                                   | Steven Zaillian                                                                           | Ganador        |
| National Board of Review                          | NBR Icon Award                                         | Martin Scorsese, Robert De Niro y Al Pacino                                               | Ganadores      |
| Asociaciones de críticos                          |                                                        |                                                                                           |                |
| Premios                                           | Categoría                                              | Receptor                                                                                  | Resultado      |
| Critics' Choice Award                             | Mejor película                                         | Mejor película                                                                            | Nominado       |
| Critics' Choice Award                             | Mejor actor                                            | Robert De Niro                                                                            | Nominado       |
| Critics' Choice Award                             | Mejor actor de reparto                                 | Al Pacino                                                                                 | Nominado       |
| Critics' Choice Award                             | Mejor actor de reparto                                 | Joe Pesci                                                                                 | Nominado       |
| Critics' Choice Award                             | Mejor director                                         | Martin Scorsese                                                                           | Nominado       |
| Critics' Choice Award                             | Mejor reparto actoral                                  | Mejor reparto actoral                                                                     | Ganadora       |
| Critics' Choice Award                             | Mejor guion adaptado                                   | Steven Zaillian                                                                           | Nominado       |
| Critics' Choice Award                             | Mejor cinematografía                                   | Rodrigo Prieto                                                                            | Nominado       |
| Critics' Choice Award                             | Mejor diseño de producción                             | Bob Shaw, Regina Graves                                                                   | Nominados      |
| Critics' Choice Award                             | Mejor edición                                          | Thelma Schoonmaker                                                                        | Nominada       |
| Critics' Choice Award                             | Mejor diseño de vestuario                              | Sandy Powell, Christopher Peterson                                                        | Nominados      |
| Critics' Choice Award                             | Mejor peluquería y maquillaje                          | Mejor peluquería y maquillaje                                                             | Nominado       |
| Critics' Choice Award                             | Mejores efectos visuales                               | Mejores efectos visuales                                                                  | Nominada       |
| Critics' Choice Award                             | Mejor banda sonora                                     | Robbie Robertson                                                                          | Nominado       |
| Hollywood Critics Association Awards              | Mejor película                                         | Mejor película                                                                            | Nominada       |
| Hollywood Critics Association Awards              | Mejor actor de reparto                                 | Joe Pesci                                                                                 | Ganador        |
| Hollywood Critics Association Awards              | Mejor guion adaptado                                   | Steven Zaillian                                                                           | Nominado       |
| Hollywood Critics Association Awards              | Mejor director masculino                               | Martin Scorsese                                                                           | Nominado       |
| Hollywood Critics Association Awards              | Mejor reparto                                          | Mejor reparto                                                                             | Nominada       |
| Hollywood Critics Association Awards              | Mejor interpretación animada o con efectos especiales  | Robert De Niro                                                                            | Nominado       |
| Hollywood Critics Association Awards              | Mejor edición                                          | Thelma Schoonmaker                                                                        | Nominada       |
| Hollywood Critics Association Awards              | Mejor peluquería y maquillaje                          | Mejor peluquería y maquillaje                                                             | Nominada       |
| Hollywood Critics Association Awards              | Mejores efectos visuales                               | Mejores efectos visuales                                                                  | Nominada       |
| New York Film Critics Online Awards               | Mejor actor de reparto                                 | Joe Pesci                                                                                 | Ganador        |
| New York Film Critics Online Awards               | Top 10 películas de 2019                               | Top 10 películas de 2019                                                                  | Ganadora       |
| New York Film Critics Circle Awards               | Mejor película                                         | Mejor película                                                                            | Ganadora       |
| New York Film Critics Circle Awards               | Mejor actor de reparto                                 | Joe Pesci                                                                                 | Ganador        |
| Atlanta Film Critics Circle Awards                | Top 10 películas                                       | Top 10 películas                                                                          | Ganador        |
| Toronto Film Critics Association Awards           | Mejor película                                         | Mejor película                                                                            | Nominada       |
| Toronto Film Critics Association Awards           | Mejor actor de reparto                                 | Joe Pesci                                                                                 | Nominado       |
| Toronto Film Critics Association Awards           | Mejor director                                         | Martin Scorsese                                                                           | Nominado       |
| Toronto Film Critics Association Awards           | Mejor guion, adaptado u original                       | Steven Zaillian                                                                           | Ganador        |
| Philadelphia Film Critics Circle Awards           | Mejor director                                         | Martin Scorsese                                                                           | Ganador        |
| Philadelphia Film Critics Circle Awards           | Mejor actor de reparto                                 | Joe Pesci                                                                                 | Ganador        |
| Detroit Film Critics Society Awards               | Mejor película                                         | Mejor película                                                                            | Nominado       |
| Detroit Film Critics Society Awards               | Mejor director                                         | Martin Scorsese                                                                           | Ganador        |
| Detroit Film Critics Society Awards               | Mejor actor                                            | Robert De Niro                                                                            | Nominado       |
| Detroit Film Critics Society Awards               | Mejor actor de reparto                                 | Joe Pesci                                                                                 | Ganador        |
| Detroit Film Critics Society Awards               | Mejor actriz de reparto                                | Anna Paquin                                                                               | Nominada       |
| Detroit Film Critics Society Awards               | Mejor reparto                                          | Mejor reparto                                                                             | Nominada       |
| Detroit Film Critics Society Awards               | Mejor guion                                            | Steven Zaillian                                                                           | Nominado       |
| Seattle Film Critics Society Awards               | Mejor película del año                                 | Mejor película del año                                                                    | Nominada       |
| Seattle Film Critics Society Awards               | Mejor director                                         | Martin Scorsese                                                                           | Nominado       |
| Seattle Film Critics Society Awards               | Mejor actor                                            | Robert De Niro                                                                            | Nominado       |
| Seattle Film Critics Society Awards               | Mejor actor de reparto                                 | Joe Pesci                                                                                 | Nominado       |
| Seattle Film Critics Society Awards               | Mejor reparto                                          | Mejor reparto                                                                             | Nominada       |
| Seattle Film Critics Society Awards               | Mejor guion                                            | Steven Zaillian                                                                           | Nominado       |
| Seattle Film Critics Society Awards               | Mejor edición                                          | Thelma Schoonmaker                                                                        | Nominada       |
| Seattle Film Critics Society Awards               | Mejor diseño de producción                             | Bob Shaw                                                                                  | Nominado       |
| Seattle Film Critics Society Awards               | Mejores efectos visuales                               | Pablo Helman, Leandro Estebecorena, Stephane Grabli, Nelson Sepulveda                     | Nominados      |
| Seattle Film Critics Society Awards               | Villano del año                                        | Russell Bufalino, por Joe Pesci                                                           | Nominado       |
| Southeastern Film Critics Association Awards      | Top 10 películas                                       | Top 10 películas                                                                          | Ganadora       |
| Southeastern Film Critics Association Awards      | Mejor actor de reparto                                 | Joe Pesci                                                                                 | Nominado       |
| Southeastern Film Critics Association Awards      | Mejor reparto                                          | Mejor reparto                                                                             | Nominada       |
| Southeastern Film Critics Association Awards      | Mejor director                                         | Martin Scorsese                                                                           | Ganador        |
| Southeastern Film Critics Association Awards      | Mejor guion adaptado                                   | Steven Zaillian                                                                           | Ganador        |
| New Mexico Critics Awards                         | Mejor película                                         | Mejor película                                                                            | Ganadora       |
| New Mexico Critics Awards                         | Mejor director                                         | Martin Scorsese                                                                           | Ganador        |
| New Mexico Critics Awards                         | Mejor actor de reparto                                 | Al Pacino                                                                                 | Nominado       |
| New Mexico Critics Awards                         | Mejor reparto                                          | Mejor reparto                                                                             | Ganadora       |
| New Mexico Critics Awards                         | Mejor guion adaptado                                   | Mejor guion adaptado                                                                      | Ganadora       |
| New Mexico Critics Awards                         | Mejor edición                                          | Mejor edición                                                                             | Ganadora       |
| North Texas Film Critics Association Awards       | Mejor película                                         | Mejor película                                                                            | Ganadora       |
| North Texas Film Critics Association Awards       | Mejor actor                                            | Robert De Niro                                                                            | Nominado       |
| North Texas Film Critics Association Awards       | Mejor actor de reparto                                 | Al Pacino                                                                                 | Nominado       |
| North Texas Film Critics Association Awards       | Mejor actor de reparto                                 | Joe Pesci                                                                                 | Nominado       |
| North Texas Film Critics Association Awards       | Mejor director                                         | Martin Scorsese                                                                           | Nominado       |
| North Texas Film Critics Association Awards       | Mejor fotografía                                       | Rodrigo Prieto                                                                            | Nominado       |
| San Diego Film Critics Society Awards             | Mejor película                                         | Mejor película                                                                            | Ganadora       |
| San Diego Film Critics Society Awards             | Mejor actor de reparto                                 | Joe Pesci                                                                                 | Ganador        |
| San Diego Film Critics Society Awards             | Mejor guion adaptado                                   | Steven Zaillian                                                                           | Nominado       |
| San Diego Film Critics Society Awards             | Mejor reparto                                          | Mejor reparto                                                                             | Nominada       |
| African American Film Critics Association Awards  | 10 mejores películas de 2019                           | 10 mejores películas de 2019                                                              | Ganadora       |
| Indiana Film Journalists Association Awards       | Mejor película                                         | Mejor película                                                                            | Nominada       |
| Indiana Film Journalists Association Awards       | Mejor director                                         | Martin Scorsese                                                                           | Nominado       |
| Indiana Film Journalists Association Awards       | Mejor actor                                            | Robert De Niro                                                                            | Nominado       |
| Indiana Film Journalists Association Awards       | Mejor actor de reparto                                 | Al Pacino                                                                                 | Nominado       |
| Indiana Film Journalists Association Awards       | Mejor actor de reparto                                 | Joe Pesci                                                                                 | Nominado       |
| Chicago Film Critics Association Awards           | Mejor película                                         | Mejor película                                                                            | Nominada       |
| Chicago Film Critics Association Awards           | Mejor director                                         | Martin Scorsese                                                                           | Nominado       |
| Chicago Film Critics Association Awards           | Mejor actor                                            | Robert De Niro                                                                            | Nominado       |
| Chicago Film Critics Association Awards           | Mejor actor de reparto                                 | Al Pacino                                                                                 | Nominado       |
| Chicago Film Critics Association Awards           | Mejor actor de reparto                                 | Joe Pesci                                                                                 | Nominado       |
| Chicago Film Critics Association Awards           | Mejor guion adaptado                                   | Steven Zaillian                                                                           | Nominado       |
| Chicago Film Critics Association Awards           | Mejor edición                                          | Thelma Schoonmaker                                                                        | Ganadora       |
| Chicago Film Critics Association Awards           | Mejor uso de efectos visuales                          | Mejor uso de efectos visuales                                                             | Nominada       |
| Boston Online Film Critics Association Awards     | Mejor edición                                          | Thelma Schoonmaker                                                                        | Ganadora       |
| Boston Online Film Critics Association Awards     | Top 10 películas de 2019                               | Top 10 películas de 2019                                                                  | Ganadora       |
| Boston Society of Film Critics Awards             | Mejor edición                                          | Thelma Schoonmaker                                                                        | Ganadora       |
| Oklahoma Film Critics Circle Awards               | Mejor director                                         | Martin Scorsese                                                                           | Ganador        |
| Oklahoma Film Critics Circle Awards               | Mejor guion adaptado                                   | Steven Zaillian                                                                           | Ganador        |
| Oklahoma Film Critics Circle Awards               | Top 10 películas                                       | Top 10 películas                                                                          | Ganadora       |
| St. Louis Film Critics Association Awards         | Mejor película                                         | Mejor película                                                                            | Nominada       |
| St. Louis Film Critics Association Awards         | Mejor director                                         | Martin Scorsese                                                                           | Nominado       |
| St. Louis Film Critics Association Awards         | Mejor actor de reparto                                 | Al Pacino                                                                                 | Nominado       |
| St. Louis Film Critics Association Awards         | Mejor actor de reparto                                 | Joe Pesci                                                                                 | Nominado       |
| St. Louis Film Critics Association Awards         | Mejor guion adaptado                                   | Steven Zaillian                                                                           | Ganador        |
| St. Louis Film Critics Association Awards         | Mejor edición                                          | Thelma Schoonmaker                                                                        | Nominada       |
| St. Louis Film Critics Association Awards         | Mejor fotografía                                       | Rodrigo Prieto                                                                            | Nominado       |
| St. Louis Film Critics Association Awards         | Mejor diseño de producción                             | Bob Shaw                                                                                  | Nominado       |
| St. Louis Film Critics Association Awards         | Mejores efectos visuales                               | Mejores efectos visuales                                                                  | Nominada       |
| Kansas City Film Critics Circle Awards            | Mejor actor de reparto                                 | Joe Pesci                                                                                 | Ganador        |
| Kansas City Film Critics Circle Awards            | Mejor guion adaptado                                   | Steven Zaillian                                                                           | Nominado       |
| Phoenix Film Critics Society Awards               | Top 10 películas                                       | Top 10 películas                                                                          | Ganadora       |
| London Film Critics Circle Awards                 | Película del año                                       | Película del año                                                                          | Nominada       |
| London Film Critics Circle Awards                 | Director del año                                       | Martin Scorsese                                                                           | Nominado       |
| London Film Critics Circle Awards                 | Guionista del año                                      | Steven Zaillian                                                                           | Nominado       |
| London Film Critics Circle Awards                 | Actor del año                                          | Robert De Niro                                                                            | Nominado       |
| London Film Critics Circle Awards                 | Actor de reparto del año                               | Al Pacino                                                                                 | Nominado       |
| London Film Critics Circle Awards                 | Actor de reparto del año                               | Joe Pesci                                                                                 | Ganador        |
| London Film Critics Circle Awards                 | Premio Dilys Powell por excelencia en una película     | Sandy Powell                                                                              | Ganadora       |
| Nevada Film Critics Society Awards                | Mejor actor de reparto                                 | Joe Pesci                                                                                 | Ganador        |
| Utah Film Critics Association Awards              | Mejor actor de reparto                                 | Joe Pesci                                                                                 | Ganador        |
| Florida Film Critics Circle Awards                | Mejor actor de reparto                                 | Joe Pesci                                                                                 | Ganador        |
| Florida Film Critics Circle Awards                | Mejor guion adaptado                                   | Steven Zaillian                                                                           | Nominado       |
| Greater Western New York Film Critics Association | Mejor película                                         | Mejor película                                                                            | Nominado       |
| Greater Western New York Film Critics Association | Mejor director                                         | Martin Scorsese                                                                           | Nominado       |
| Greater Western New York Film Critics Association | Mejor actor de reparto                                 | Al Pacino                                                                                 | Nominado       |
| Greater Western New York Film Critics Association | Mejor actor de reparto                                 | Joe Pesci                                                                                 | Ganador        |
| Greater Western New York Film Critics Association | Mejor guion adaptado                                   | Steven Zaillian                                                                           | Ganador        |
| Greater Western New York Film Critics Association | Mejor edición                                          | Thelma Schoonmaker                                                                        | Nominada       |
| Greater Western New York Film Critics Association | Mejor banda sonora                                     | Robbie Robertson                                                                          | Nominado       |
| EDA Awards                                        | Mejor película                                         | Mejor película                                                                            | Nominada       |
| EDA Awards                                        | Mejor director                                         | Martin Scorsese                                                                           | Nominado       |
| EDA Awards                                        | Mejor guion adaptado                                   | Steven Zaillian                                                                           | Nominado       |
| EDA Awards                                        | Mejor actor de reparto                                 | Al Pacino                                                                                 | Nominado       |
| EDA Awards                                        | Mejor actor de reparto                                 | Joe Pesci                                                                                 | Nominado       |
| EDA Awards                                        | Mejor elenco - director de casting                     | Ellen Lewis                                                                               | Nominada       |
| EDA Awards                                        | Mejor edición                                          | Thelma Schoonmaker                                                                        | Ganadora       |
| Georgia Film Critics Association Awards           | Mejor película                                         | Mejor película                                                                            | Nominada       |
| Georgia Film Critics Association Awards           | Mejor director                                         | Martin Scorsese                                                                           | Nominado       |
| Georgia Film Critics Association Awards           | Mejor actor de reparto                                 | Al Pacino                                                                                 | Nominado       |
| Georgia Film Critics Association Awards           | Mejor actor de reparto                                 | Joe Pesci                                                                                 | Ganador        |
| Georgia Film Critics Association Awards           | Mejor guion adaptado                                   | Steven Zaillian                                                                           | Ganador        |
| Georgia Film Critics Association Awards           | Mejor elenco                                           | Mejor elenco                                                                              | Nominada       |
| Hawaii Film Critics Society                       | Mejor película                                         | Mejor película                                                                            | Nominada       |
| Hawaii Film Critics Society                       | Mejor director                                         | Martin Scorsese                                                                           | Nominado       |
| Hawaii Film Critics Society                       | Mejor actor                                            | Robert De Niro                                                                            | Nominado       |
| Hawaii Film Critics Society                       | Mejor actor de reparto                                 | Al Pacino                                                                                 | Nominado       |
| Hawaii Film Critics Society                       | Mejor actor de reparto                                 | Joe Pesci                                                                                 | Nominado       |
| Hawaii Film Critics Society                       | Mejor guion adaptado                                   | Steven Zaillian                                                                           | Ganador        |
| Hawaii Film Critics Society                       | Mejor dirección de arte                                | Bob Shaw y Regina Graves                                                                  | Nominados      |
| Hawaii Film Critics Society                       | Mejor diseño de vestuario                              | Cristopher Peterson, Sandy Powell                                                         | Nominado       |
| Hawaii Film Critics Society                       | Mejor edición                                          | Thelma Schoonmaker                                                                        | Nominados      |
| Hawaii Film Critics Society                       | Mejor maquillaje                                       | Mejor maquillaje                                                                          | Nominada       |
| Sindicatos                                        |                                                        |                                                                                           |                |
| Premios                                           | Categoría                                              | Receptor                                                                                  | Resultado      |
| Writers Guild Awards                              | Mejor guion adaptado                                   | Steven Zaillian                                                                           | Nominado       |
| Producers Guild Awards                            | Mejor productor de película teatral                    | Jane Rosenthal, Robert De Niro, Emma Tillinger Koskoff, Martin Scorsese                   | Nominados      |
| Directors Guild Awards                            | Logro directoral sobresaliente en una película teatral | Martin Scorsese                                                                           | Nominado       |
| MPSE Golden Reel Award                            | Mejor edición de sonido en largometraje - diálogo/ADR  | Phil Stockton, Eugene Gearty, Marissa Littfield                                           | Nominados      |
| Cinema Audio Society Awards                       | Mejor mezcla de sonido                                 | Tod Maitland, Tom Fleischman, Eugene Gearty, David Boulton, Mark DeSimone, George A. Lara | Nominados      |
| Eddie Awards (American Cinema Editors)            | Mejor edición de película - drama                      | Thelma Schoonmaker                                                                        | Nominada       |
| Art Directors Guild Awards                        | Mejor diseño de producción - película de época         | Bob Shaw                                                                                  | Nominado       |
| Make-Up Artists and Hair Stylists Guild Awards    | Mejor efectos especiales de maquillaje - largometraje  | Mike Marino, Mike Fontaine, Carla White                                                   | Nominados      |

## Interpretación
En sus comentarios sobre el filme y después de destacar las contribuciones de Scorsese al cine de gánsteres y mafia, Nicholas Rapold de la Lincoln Center Film Society percibió que las principales temáticas de la película trataban más de la falta de remordimiento del asesino sociópata y psicópata que con temas directamente relacionados con el crimen organizado. Después de comparar la cinta con A History of Violence de David Cronenberg, Rapold afirmó: «Frank no es psicopático, sino sociópata. Cualquiera sea el caso, uno podría preguntarse cuan inusual se supone que es Frank en El irlandés. Por extraño que parezca, la gente en recientes años ha estado pasando gran parte de su tiempo libre mirando asesinos, y en situaciones por fuera del contexto normal de los organismos de seguridad del Estado. Mirando y volviendo a mirar diversas series de televisión aclamadas, no pude dejar de notar cuantas se centran en personas para quienes matar es una rutina: Los Sopranos, The Americans, Barry, Mindhunter, Killing Eve, Dexter (también hay un hilo apocalíptico en el cual casi todo el mundo ya está muerto, como en The Leftovers, o en el cual todos están muertos, como en The Good Place, o en el extraño caso de Russian Doll, en el cual una misma persona muere todo el tiempo). Muy a menudo estas series regresan al vacío que se siente con la destrucción de la vida humana y con el mantenimiento de la doble vida requerida para llevar acabo esa búsqueda».
El crítico Richard Brody, escribiendo para The New Yorker, percibió el filme como una alegoría oscura de la política y sociedad estadounidense, indicando: «El Hoffa de la vida real fue un jugador crucial tanto en la política del mundo de la mafia como en la política misma de ese entonces, y la temática clave de la película es la inseparabilidad de esos dos ámbitos El irlandés es una historia de terror sociopolítico que ve gran parte de la historia moderna estadounidense como un continuo delito en movimiento, en el cual cada nivel de la sociedad —desde la vida doméstica hasta negocios locales, grandes negocios hasta políticas nacionales e internacionales— está envenenado por corrupción y soborno, tratos sombríos y dinero sucio, amenazas de violencia y su promulgación espantosa, y la dura impunidad que mantiene al sistema funcionando».
En sus extensos comentarios sobre El irlandés, Guillermo del Toro comparó la temática del filme y el desarrollo de sus personajes con los filmes de Renoir, Bresson, Bergman, Oliveira y Kurosawa. Con el uso de la técnica cinematográfica de interconectar flashbacks y saltos en el tiempo hacia adelante, del Toro encontró que la yuxtaposición del «despiadado gángster» personificado en Frank Sheeran con su estado anciano y disminuido es una convincente descripción donde «el olvido reina sobre lo supremo». Para del Toro el énfasis temático está en la descripción de la caída de Sheeran en la fragilidad de su vejez, eclipsando la despiadada e implacable cantidad de actividades criminales que definieron los años de su juventud, con la vejez transformando a Sheeran en una sombra olvidada de lo que fue.